# 外郎売
外郎売（ういろううり）は、享保3年1月2日（1718年2月1日）、江戸森田座（守田座）において『若緑勢曾我』（わかみどりいきおいそが）の中で二代目市川團十郎によって初演された、「ういろう」の由来、薬効を早口言葉で演じるせりふ芸である。もともとは歌舞伎の劇中で演じられる趣向のひとつであり、歌舞伎十八番に選定された天保3年（1832年）以降、「助六」の劇中で演じられるのが通例となり、せりふ芸から長唄を交えながら演じられるように変化していく。その後、大正11年（1922年）に初めて単独で上演され、昭和55年（1980年）の十代目市川海老蔵による上演以降は、本来のせりふ芸としての色彩が強い形で単独にて演じられている。また俳優やアナウンサーや声優の練習材料として優れたものであると評価されており、練習教材として広く用いられている。

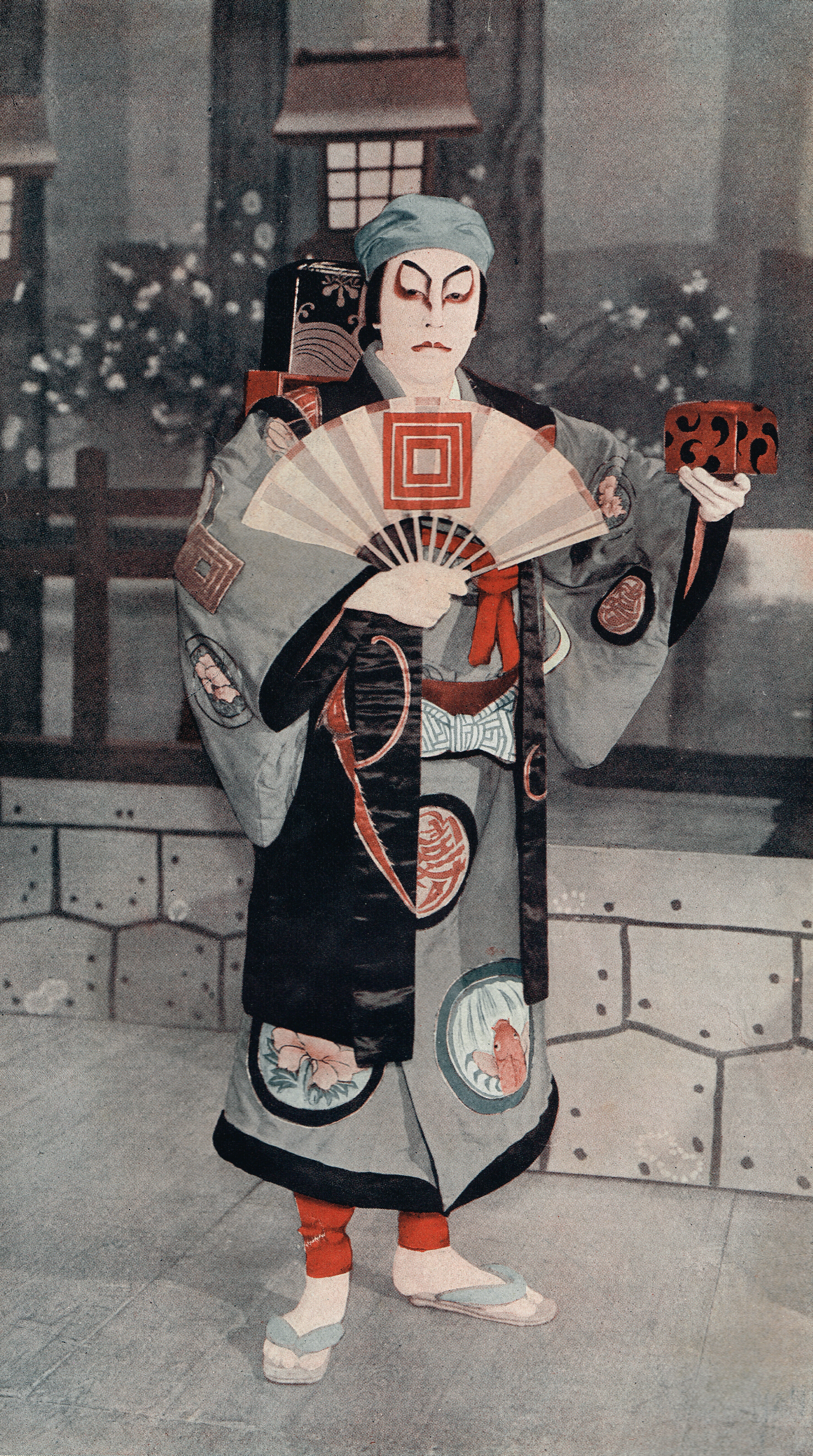
昭和15年（1940年）5月、九代目市川海老蔵演じる「ういろう」

## 二代目團十郎による制作
「外郎売」は二代目市川團十郎により制作、初演が行われた、薬の「ういろう」の由来、薬効を早口言葉で演じるせりふ芸である。制作の経緯については、小田原のういろう製の医薬品「ういろう」の行商を見聞きした二代目市川團十郎が、歌舞伎の劇中に採用したとの説と、「ういろう」は小田原の店舗での直売りのみで行商は行っておらず、全てが二代目市川團十郎の発案によって制作され、歌舞伎の劇中で演じられたものであるとの説がある。
前者の説では「外郎売」は早口言葉の流行の初期にあたる古いものであることと、早口を並べ立てた構成から考えて、実際に行商で語られていた口上を収録し、大きな改変を加えずに歌舞伎の劇中に採用したものではないかとの意見がある。また小田原の外郎家では、二代目團十郎が喉の病に苦しみ、舞台に立てなくなる役者生命の危機に陥ったとき、「ういろう」を服用して回復した。二代目市川團十郎は「ういろう」の効能に感謝し、優れた薬効を舞台で披露したいと提案したところ、外郎家側は当初その申し出を辞退したものの二代目市川團十郎に説き伏せられ、台詞や舞台衣装全て二代目團十郎の創作により「外郎売」が上演されることになったと伝えられている。

## 上演史

### 二代目團十郎による上演

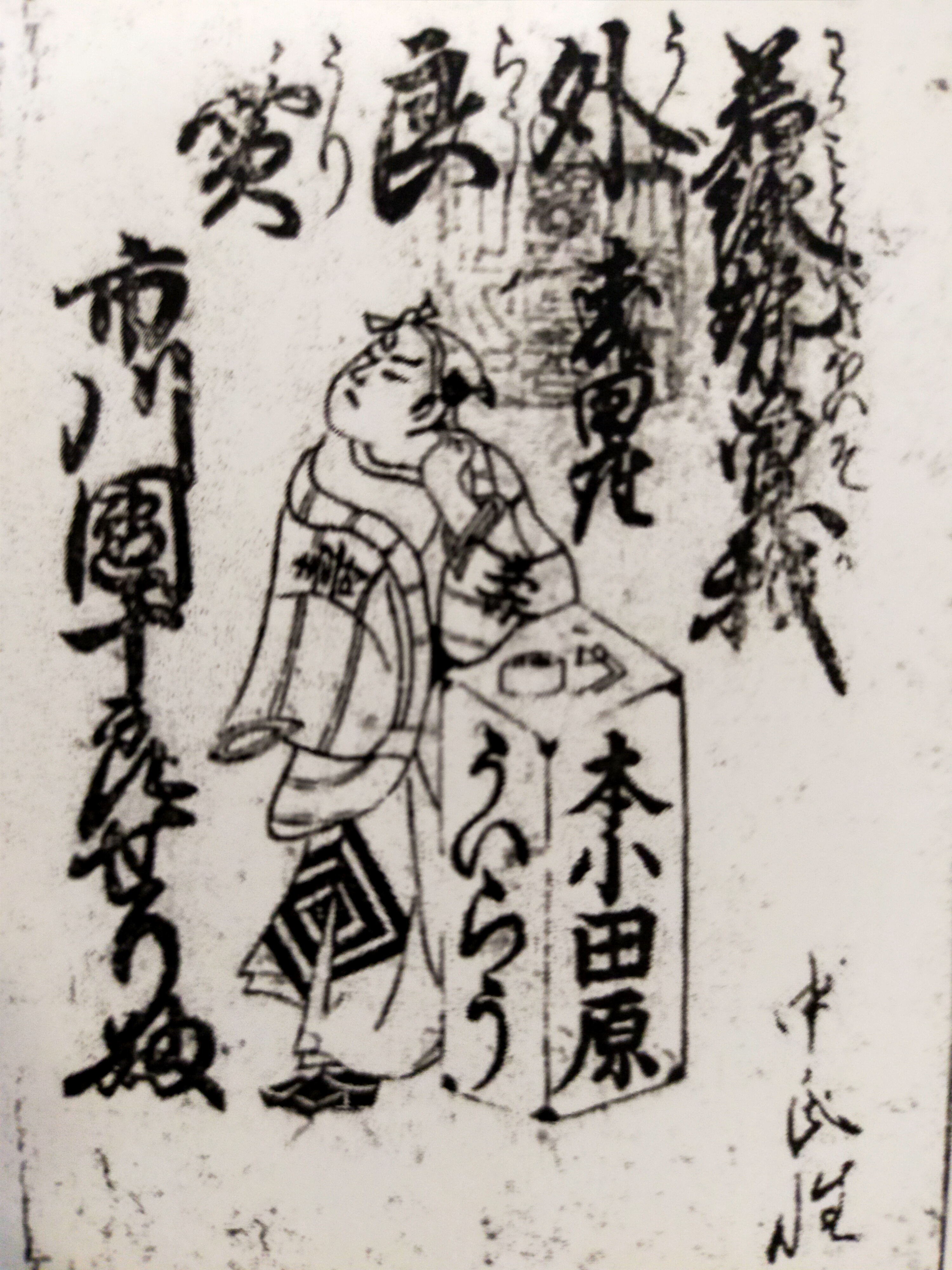
享保3年（1718年）1月、「外郎売」を初演する二代目市川團十郎

「外郎売」は享保3年1月2日（1718年2月1日）、江戸の森田座（守田座）において「若緑勢曽我」（わかみどりいきおいそが）の中で演じられたのが初演である。「若緑勢曽我」では二代目市川團十郎が曽我十郎役、庄太郎が曽我五郎役を演じ、劇中の両者の掛け合いのうち一番目がかがみ割りの台詞、二番目が「外郎売」であった。歌舞伎の演目「若緑勢曽我」の中で演じられたことからもわかるように、「外郎売」は早口言葉による雄弁術の披露という劇中の趣向のひとつであり、独立した一演目として演じられる性格のものではなく、公演上の都合に従って様々な歌舞伎の演目中に組み込まれ演じられていた。「外郎売」の台詞は大当たりし、初演の江戸ばかりではなく京都、大阪にも台詞が伝えられ、京都の大日山にあった大日堂に「外郎売」の絵と台詞が描かれ、上方版の台詞も出版された。なお、「外郎売」の台詞等を記した当時の出版物の挿絵から、初演時の二代目市川團十郎の衣装は鉢巻、袖のある羽織を着流した商人風のいでたちで、舞台道具としては行商用の「ういろう」のせり箱、「ういろう」が入っていると考えられる小箱、紙包みが描かれ、全体として当時の商人風の装いであった。
二代目市川團十郎はその後もたびたび「外郎売」を演じる。享保11年（1726年）1月には江戸の中村座において「門松四天王」（かどまつしてんのう）の酒呑童子役、享保17年（1732年）1月には市村座で「兵根元蛭小島」（つわものこんげんひるがこじま）で真田与一役で演じている。寛保元年（1741年）11月には大阪の佐渡島長五郎座にて「万国太平記」（ばんこくたいへいき）の中で演じた。大阪での評判も上々であったが、上演中にハブニングが起きた。「外郎売」の台詞の段に差し掛かると、二代目市川團十郎の機先を制するように観客から「外郎売」の台詞が発せられた。観客による「外郎売」が終わるや否や、二代目團十郎は舞台から全ての「外郎売」の台詞をさかさまに演じてみせ、観客を驚かせた。このエピソードは当時、「外郎売」の台詞が世間に広まっていたことを示している。寛保元年の大阪の上演時の衣装は出版物の挿絵によると頭巾と袖無しの羽織であり、「ういろう」の包みは持っているものの、挿絵には行商用の「ういろう」のせり箱は描かれず、上演の流れからも使用されなかった可能性が指摘されている。
続いて寛延4年（1751年）1月に江戸の市村座において上演された「初花隅田川」（はつはなすみだがわ）の中で演じられた。この上演時には「古くさい、カビの生えた外郎売」といった批評も出たものの、やはり舞台そのものは当たりを取った。寛延4年の上演を記録した書物によれば、衣装は頭巾と袖無しの羽織であり、羽織には銭、宝尽くしの模様が描かれている。また演出上の理由により行商用の「ういろう」のせり箱の上に玉手箱が置かれた。この玉手箱はその後の「外郎売」上演時に継続して使用されることになる。二代目市川團十郎が最後に「外郎売」を演じたのは亡くなる前年の宝暦7年（1757年）2月の市村座の「染手綱初午曽我」（そめたづなはつうまそが）であった。寛延4年と宝暦7年の上演時に刊行された記録に基づいて、二代目市川團十郎の「外郎売」上演スタイルが引き継がれていくことになったと推定されている。
二代目市川團十郎の没後、「外郎売」の台詞が世間に流行して、寄合の席や酒席での一芸として用いられるようになったと紹介する死亡記事が出版された。これは「外郎売」が、二代目市川團十郎個人の芸から世間一般に共有された芸へと広まったことを示している。「外郎売」の特徴として新規上演時に改めて新作が出されることはなく、各上演に小さな差異はあっても基本的に同一の台詞を使いまわしていたことが大衆化が進んだ要因であると考えられる。

### 若者による芸の継承

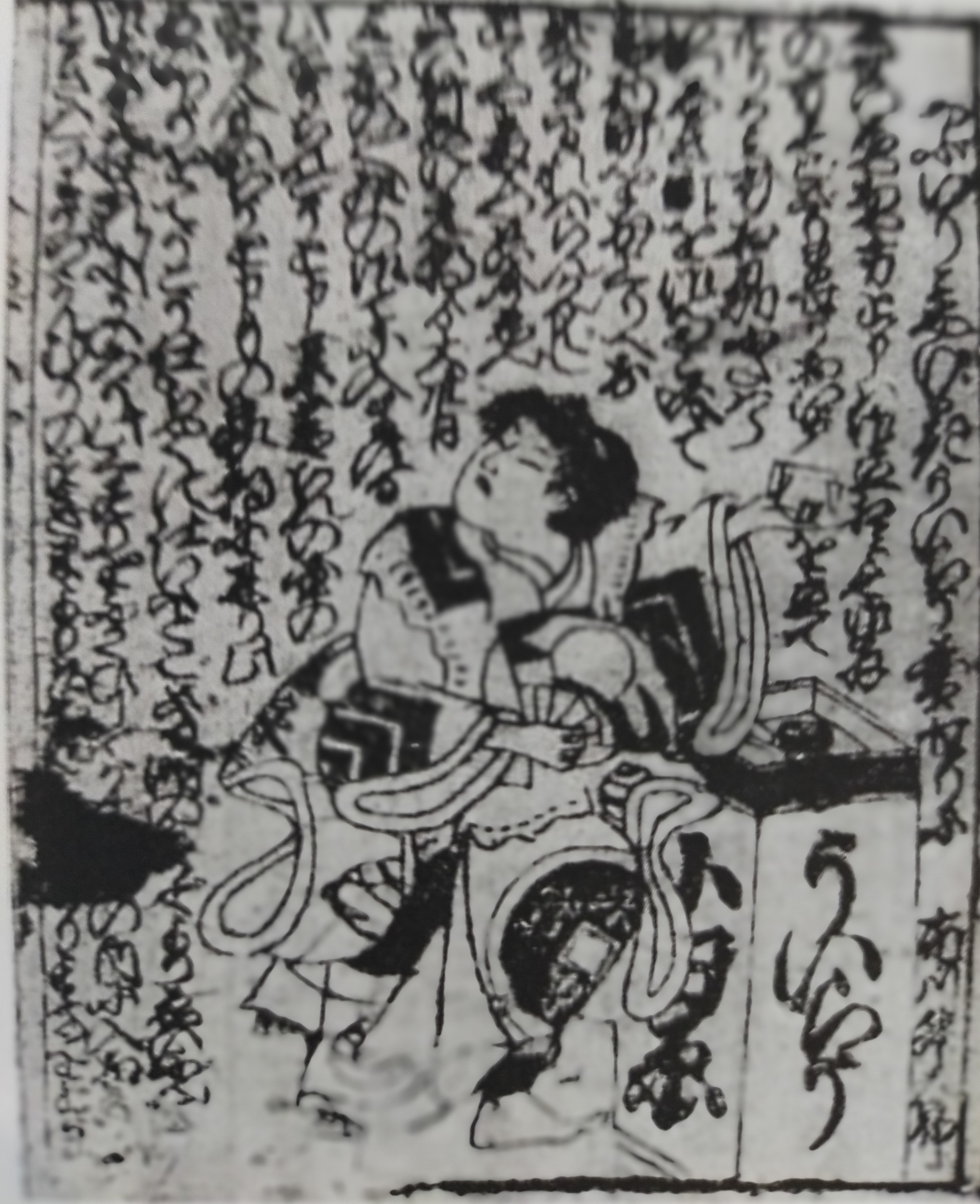
享保13年（1728年）、「外郎売」を演じる当時8歳の市川升五郎

二代目市川團十郎の逝去後、芸の継承を求める声が上がったものの、後継者たちはなかなか歌舞伎の舞台で「外郎売」を演じなかった。二代目の後に團十郎が「外郎売」を演じるのは五代目市川團十郎であった。しかし五代目市川團十郎の「外郎売」は、「外郎売」が個人の芸から広く世間の芸となってしまっている以上、家芸としての評価はされても芸そのものの評価対象とは見なされなくなった。

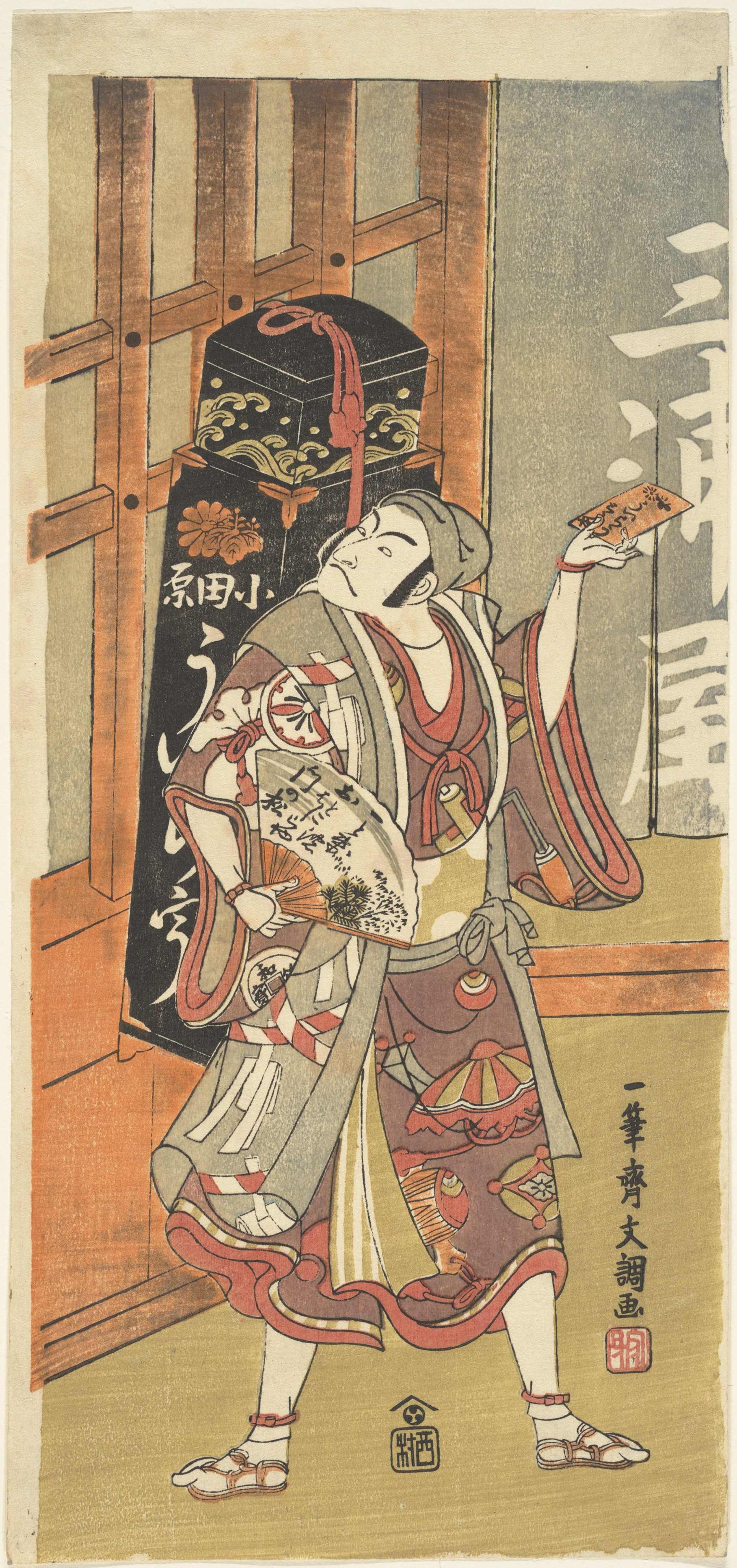
明和7年（1770年）1月、五代目市川團十郎が松本幸四郎時代に演じた「外郎売」

大人の歌舞伎役者が演じる芸としての地位が低下した「外郎売」であったが、10歳前後の若者が演じる芸として舞台生命を保ち続けることになる。享保12年（1727年）に初舞台を踏んだ二代目市川團十郎の養子、市川升五郎は、初舞台の翌年の享保13年（1728年）に、8歳にして中村座の「曽我蓬莱山」で「外郎売」を演じた。この舞台は初代市川團十郎の二十五回忌の追善公演であり、初代市川團十郎を偲び、二代目市川團十郎が口上を述べ、芸を継いでいくべき8歳の市川升五郎が「外郎売」を披露する舞台は多くの観客が涙を流したと伝えられ、大当たりを取った。この享保13年の市川升五郎による「外郎売」は、衣装の面でも注目される。升五郎の衣装は袖無しの羽織で、衣装の模様には「外郎売」中の台詞「銭独楽が裸足で逃げる」にちなんだ銭、そして銭とともに「外郎売」の衣装の定番となる宝尽くしの模様に繋がると考えられる宝珠が描かれていた。これは享保3年の初演時の衣装が商人の装いであったのに対して、現在まで用いられている「外郎売」の衣装に近づいており、享保13年という比較的早い段階で舞台衣装に変化があったことを示している。
その後も安永7年（1778年）、初代尾上丑之助（二代目尾上菊五郎）が10歳にして市村座で「聞増梅愷楽」（ききますのうめのかちどき）の中で「外郎売」を演じる。天明8年（1788年）には4代目市川海老蔵が11歳にして「けいせい優曽我」（けいせいなとりそが）の中で「外郎売」を演じ、寛政12年（1800年）、当時市川ゑび蔵を名乗っていた後の七代目市川團十郎が10歳で「外郎売」を演じた。この寛政12年の「外郎売」は六代目市川團十郎の一周忌追善公演として「義経千本桜」の中で演じられ、新作ではなく既存の作品中の中で「外郎売」が演じられた初の例となった。またこの公演では五代目市川團十郎の名代として、四代目松本幸四郎が口上を述べている。大阪でも寛政9年（1797年）、名子役とうたわれた市川團三郎が、父である四代目市川團蔵が共演する中で、10歳で「時勢万両橘」（もてはやすまんりょうのたちばな）で「外郎売」を演じた。
このように「外郎売」は、芸の後継者として大きな期待を集めた10歳前後の若者が、舞台の上でその力量を試されるいわば試金石となり、また世代を継いで芸が引き継がれていくことを祝う芸となった。その一方で、込み入った筋書きや芝居の機微を演じ分けることが困難な10歳前後の若者の芸となった「外郎売」は、上演されるその場限りの芸としての性格が強まることになった。
なお昭和60年（1985年）、十二代目市川團十郎が見守る中で子の市川新之助の初舞台として、昭和64年（1989年）には二代目尾上松緑が見守る中で孫の尾上左近が演じるなど、親族に見守られる中で芸を継いでいく若者が「外郎売」を演じる伝統は現代にも引き継がれている。

### 歌舞伎十八番への採用と助六の中での上演

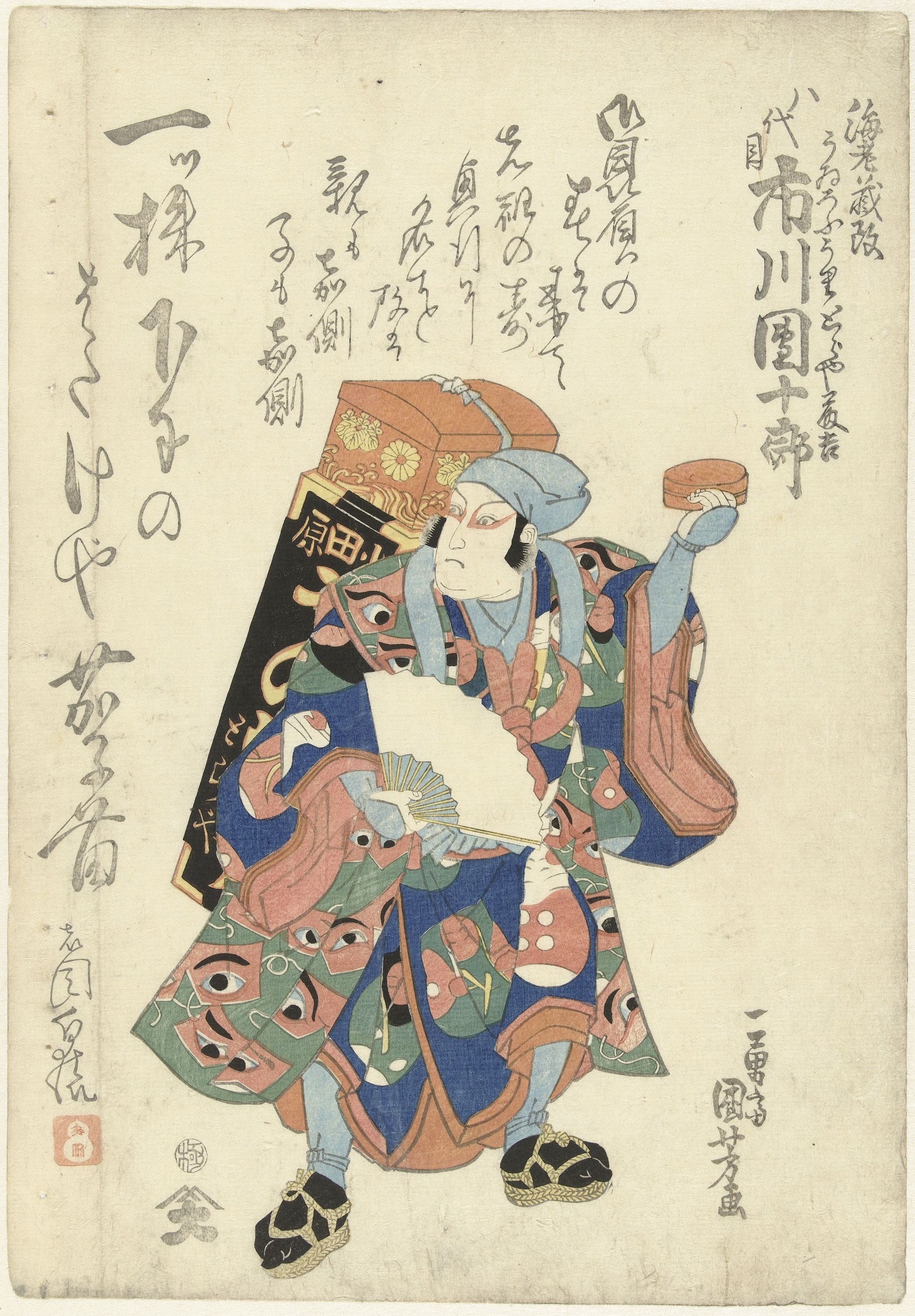
天保3年（1832年）3月、当時10歳の八代目市川團十郎が演じる「外郎売」

七代目市川團十郎の頃から、「外郎売」を演じるのが市川家とその関係者に絞られるようになっていく。天保3年（1832年）3月、七代目市川團十郎は息子に名跡を譲るとともに、歌舞伎十八番を制定する。この時、「外郎売」は市川家の著名な家芸として歌舞伎十八番に選定された。
團十郎を襲名した当時10歳の八代目市川團十郎は、市村座での襲名披露公演「助六所縁江戸櫻」において「外郎売」を演じた。この上演時、父の七代目市川團十郎は助六を演じており、親子共演であった。この天保3年の公演以降、「外郎売」は「助六」内で演じられるようになった。また18世紀末の寛政期以降、「外郎売」のような台詞を聞かせる歌舞伎のせりふ芸は人気を失い衰退期に入っていた。芸そのものの大衆化とせりふ芸自体の衰退という状況下、「外郎売」は「助六」の一場面として、10歳前後の子どもによる芸であることによって芸としての命脈を保つようになった。

### 衰退
天保3年以降、「助六」中で演じられることが定着した「外郎売」であったが、明治時代以降、「外郎売」の上演は減少した。まず九代目市川團十郎が活躍していた時代、後継者難に悩まされていた九代目市川團十郎には「助六」を演じる九代目とペアを組み「外郎売」を演じる男子に恵まれなかった。その上、九代目以降團十郎の名跡は長く空席が続くことになった。市川家の家芸として「外郎売」が演じられる機会が無くなったこともあって、明治以降市川家とその関係者以外の手によって「外郎売」が演じられる事態も起きた。そして1940年代には「助六」の演出に大きな変化が起きた。前半部分が大幅にカットされ、その中で商品の売り立て口上をモチーフとした「外郎売」と白酒売りの場面が省略されるようになり、発祥期の18世紀初頭以降、劇中の一場面であった口上の売り立て芸は「助六」から消失した。
残存する台本によれば、明治以降の「外郎売」は長唄を交えながら演じられる形態となっており、本来のせりふ芸としての実態が希薄なものへと変化していた。上演機会自体が減少し、しかもせりふ芸らしからぬ「外郎売」が上演される中、かつて世間一般に広く知れ渡っていた「外郎売」の口上自体、後述する演劇関係者やアナウンサー等以外の人々にとって縁遠いものへとなっていく。

### 単独上演としての復活

名取春仙が描いた、市川三升演じる「外郎売」

九代目市川團十郎は「外郎売」を舞台で演じることは無かったが、六代目尾上菊五郎ら弟子や子どもたちと遊ぶ際にしばしば「外郎売」の台詞を言わせた上で、つっかえたりすると自ら手本を示すなどして言い回しの練習をさせていた。六代目尾上菊五郎によれば九代目市川團十郎は、市川家の当り芸であった「暫」、「勧進帳」、「景清」などとともに「外郎売」も改定、復活させる構想を抱いており、「外郎売」を独立して演じ、内容的には市川家の家芸として荒事色を深め、外郎売本人を曽我五郎役が演じる趣向を検討していた。
知名度の低下によって「外郎売」は大衆の芸の座から脱落し、その結果として再び歌舞伎の演目として上演できる環境が整ってきていた。九代目市川團十郎の娘婿である市川三升は、義父、九代目市川團十郎の遺志を継いで、「押戻」、「七つ面」「嫐」などとともに、大正11年（1922年）9月、帝国劇場にて平山晋吉の台本により初めて「外郎売」を他の演目内ではなく独立した形、「ういらう」として演じた。そして昭和15年（1940年）5月には歌舞伎座にて九代目市川海老蔵の襲名披露として、川尻清潭台本の「外郎売」を単独で演じる「ういらう」が上演された。大正11年、昭和15年の「ういらう」は、ともに大人が演じるにふさわしい脚本となっていたが、「助六」内で「外郎売」が演じられていた内容に引きずられた形で常磐津、長唄が数多く挿入され、本来のせりふ芸としての要素が薄いものであった。
昭和55年（1980年）春、劇作家の野口達二は、十代目市川海老蔵から「歌舞伎十八番を徐々に復活させたいと考えていて、単独上演として「外郎売」をやりたい」。とのオファーを受けた。野口と十代目市川海老蔵らとの打ち合わせの席で、海老蔵は昭和15年の父、九代目市川海老蔵が演じた「ういらう」をベースとしたいとの意向を示し。打ち合わせの結果、外郎売本人を曽我五郎役が演じ、市川家の当主が歌舞伎十八番として「外郎売」を演じる以上、言立てを重要視する荒事の伝統様式を踏まえた内容とするためにも、大正11年、昭和15年の常磐津、長唄が数多く挿入された形ではなく、せりふ芸の伝統に則ったものにすることが決まった。
野口は烏亭焉馬の『花江都歌舞妓年代記』を底本として「外郎売」の台本を作成する。昭和55年（1980年）5月、歌舞伎座にて十代目市川海老蔵によって上演された「外郎売」は、全て台詞だけで構成されたせりふ芸を一枚看板としたものにはならなかったものの、大正11年、昭和15年の公演よりも遥かにせりふ芸の色彩が強いものとなった。この「外郎売」は好評であり、同年の12月には京都南座にて再演され、現行の「外郎売」は野口の脚本に基づいて演じられている。

## 派生作品など
江戸時代、広く大衆の芸となった「外郎売」は、その派生作品が制作された。寛政5年（1793年）、芝全交作、北尾重政画の黄表紙、「鼻下長物語」が刊行された。「鼻下長物語」は早口言葉として著名な「法性寺入道さきの関白太政大臣」を主人公とし、「外郎売」の台詞をアレンジした内容の作品であり、式亭三馬が黄表紙二十三部のひとつに選ぶなど、黄表紙の傑作と評価された。
「外郎売」の派生作品としては続いて寛政7年（1795年）に、築地善好作、北尾重政画の黄表紙「相州小田原物語」、そして同時期にはやはり黄表紙の「ういろう」が刊行された。享和元年（1801年）、式亭三馬作、歌川豊国画による滑稽本、「日本一癡鑑（あほうかがみ）」が出版され、文化6年（1809年）には同一人の作画による増補改訂版、「どうげ物語」が刊行された。
物語以外にも例えば三升屋兵蔵が売り出した「團十郎せんべい」の商品広告として、烏亭焉馬が「外郎売」の文句をもじった内容のものを制作し、安政大地震の際には「外郎売」をもじった落首、「市中難十郎外良売り科白」が張り出されたり、文久年間には「外郎売」をもじった内容の瓦版が刊行されたりしたことが確認されている。
また「外郎売」のワンフレーズを使った作品もあった。山東京伝作の黄表紙、「福徳果報兵衛伝」、享和年間の洒落本「甲駅夜の錦」の序文などで「外郎売」の科白を用いており、川柳や俳諧でも「外郎売」の台詞を利用した作品が見られる。その他、天明元年（1781年）に刊行された大盤山人編直の洒落本「新五左出放題盲伝」、寛政6年（1794年）刊行の式亭三馬の黄表紙「天道浮世出星操」、大田南畝による黄表紙の評判記、「岡目八目」などにも「外郎売」のワンフレーズのもじりが確認できる。

## 俳優、アナウンサーの練習材料として
坪内逍遥は朗読、演説、台詞の発声技術であるエロキューションにあたるものが日本ではなかなか発達しなかったと指摘した上で、江戸時代に入ると兵書の講談、落語、寺院などでの説教、浄瑠璃などとともに歌舞伎の長台詞のような形でエロキューションらしきものが成立しかけたとしている。中でも浄瑠璃と歌舞伎の長台詞はエロキューションとしてある程度進化したものであり、特に能弁を述べ立てるという視点からすると、「外郎売」の台詞は、坂田藤十郎の「傾城買」とともになかなか骨が折れる鍛錬を必要とする古今の二大難台詞で、西洋のエロキューション教材に比肩するものは「外郎売」と「傾城買」のみであると評価した。
日下部重太郎著の「朗読法精説」では、「外郎売」は頭韻、脚韻を踏み、言葉を連鎖させ、紛らわしい類語を連ね、面白く調子を取るといった早口言葉の要素を全て含む集大成ともいうべきものであり、発音が困難であっても内容的に無害で、語呂が面白いため朗読の練習材料として適していると評価した。演出家、俳優である千田是也は、「外郎売」を日本の早口言葉、舌もじり言葉の集大成と評価し、調音練習の教材として取り上げている。また齋藤孝は「外郎売」は音やテンポが面白く、日本語の面白さを良く引き出しており、思わず言いたくなってしまう台詞であると評価している。小山内薫は、市川左團次が若い頃に「外郎売」を演じるように勧めたものの、左團次は自信が無いと断ったとの逸話も伝わっている。
昭和11年（1936年）秋、映画監督、脚本家の田中栄三は早稲田大学坪内博士記念演劇博物館館長の河竹繁俊に、台詞の勉強法について助言を求めた。当時、映画はサイレント映画からトーキーへの転換期に当たっており、映画俳優は台詞の習得を行わねばならない状況に置かれていた。河村は田中にエロキューションに関する文献を貸与し、「外郎売」について情報提供した。田中は昭和12年（1937年）4月に出版した「トーキー俳優読本」に、教材として「外郎売」の台詞を掲載し、同年9月にオープンした日活多摩川撮影所の演技研究所にて、「外郎売」を研究生の教材として採用した。田中栄三は「外郎売」について、作者の二代目市川團十郎が言葉を科学的に研究し、難しい言い回しを通して五十音図の各行について練習できるように構成されていると評価しており、発声、発音、アクセント、テンポ、間の散り方、イントネーション、強弱や強調、ピッチなど、発声の基本的な技術について練習が出来るとしている。
「外郎売」は教材として演劇・映画の研究所、養成所やアナウンサーの養成に広く用いられるようになり、声優の練習でも良く使われている。好本惠は「俳優やアナウンサーなら一度は練習する」と述べており、ボイストレーナーのあらたに葉子も「役者を目指す若者やプロのアナウンサーを目指す人が必ず練習する」としている。TBSテレビの新人アナウンサーは毎年、研修の一環として「外郎売」ゆかりの地である小田原のういろう本店を訪れている。

## 外郎売の口上研究会
ういろうを経営する外郎家の先祖は、北条早雲の招きに応じて永正元年（1504年）に京都から小田原に移り住んだと伝えられており、「外郎売」ゆかりの地である小田原では平成16年（2004年）、外郎家の小田原移住から500周年に合わせて「外郎売の口上研究会」が発足し、同年から「外郎売の口上大会」が開催されるようになった。平成24年（2012年）の第9回「外郎売の口上大会」には十二代市川團十郎がゲスト参加している。なお令和4年（2022年）以降は「外郎売の口上大会」から「外郎売の口上まつり」となり、小田原三の丸ホールで開催されている。
「外郎売の口上研究会」では「外郎売の口上まつり」などで会員が「外郎売」の台詞を活用して創作舞台を演じ、市の内外で小田原の伝統文化としての「外郎売」の口上を発信する活動を行っている。中でも品川などかつて東海道の宿場町であった地域との交流を盛んに行っており、イベントに招かれ「外郎売」の口上を披露している。